# Gish (Mythologie)
Gish ist der Name eines Kriegsgottes der Kati Kafir und Prasun Kafir in Kafiristan im Hindukusch.
Er wurde von der Dämonin Utr geboren, die ihn 18 Monate lang austrug. Bereits in dieser Zeit begann er aus ihrem Leib heraus mit seiner Mutter zu sprechen und beauftragte sie, den Kern einer Walnuss in die Erde zu graben, aus dem ein Baum mit 18 Zweigen sprossen werde, erst dann könne er geboren werden. 
Gish brach währenddessen voll ausgewachsen aus ihrem Bauch hervor und nähte diesen anschließend mit einer Stahlnadel zusammen. Mittels eines magischen Tranks heilte er die Mutter vollständig und vermittelte ihr überdies die Gabe der Weisheit. Diese sammelte sodann die Walnüsse des Baumes und gab sie den Kriegern zur Nahrung. 
Gish soll einen magischen Speer getragen haben, der so leicht Berge versetzen können sollte, wie es ihm möglich war, Nahrung zu erzeugen.